# Joachim Kammecker

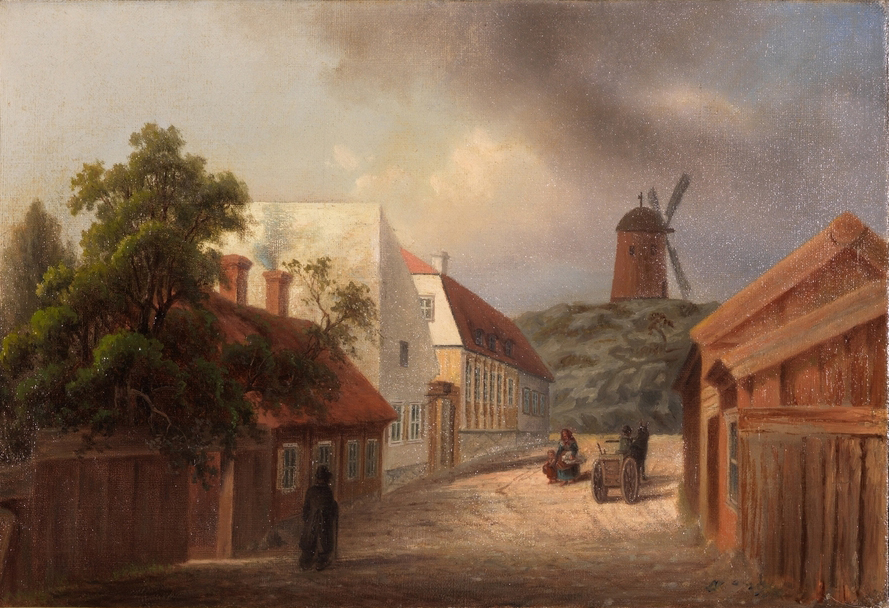
Kammeckerska kvarnen och malmgården, 1850-tal.

Joachim Kammecker, född 1642 i Stockholm, död 1732 i Stockholm, var en svensk bagare och riksdagsman. Han var son till den från Tyskland härstammande hovbagaren Martin Kammecker och kom att ta över hans mycket framgångsrika verksamhet.

## Biografi

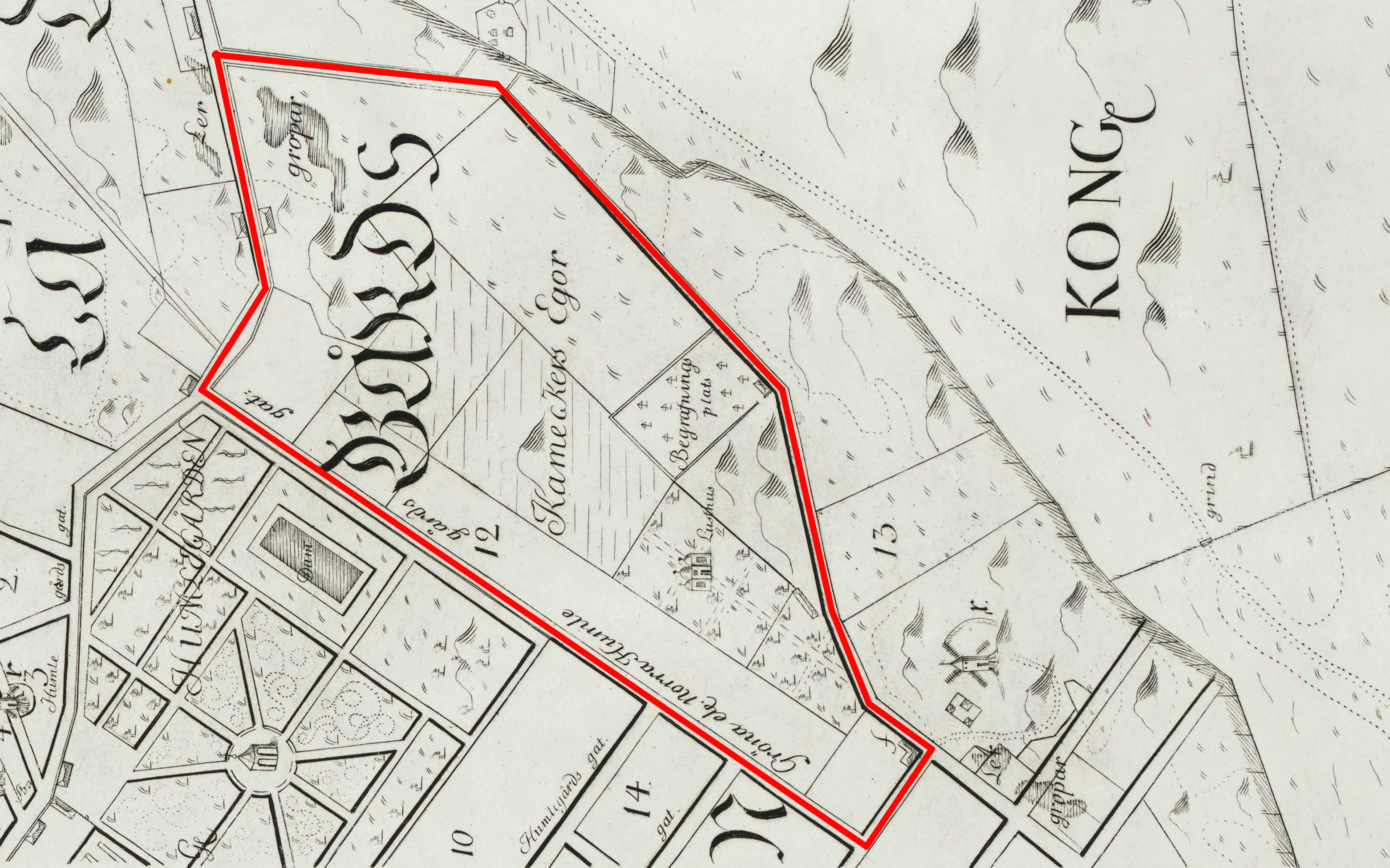
Tillaeus karta från 1733. Väderkvarnen ”r” och Kameckers malmgård ”f”. Kammeckers ägor inom röd ram.

Som ung bagargesäll påstås han ha varit på gesällvandring genom Tyskland, Ungern och Böhmen och då under några år deltagit i Leopold I:s krig mot Turkarna 1663–1664. Förmodligen hade han visat sig duglig och modig eftersom han av kejsaren belönades med adelskap och därtill hörande vapen. Det påstås även att han varit den förste i Stockholm som bakat pepparkakor vilket dock har ifrågasatts.
Redan 1689 satt Joachim (även kallad Jochim eller Joakim) Kammecker som stadens representant i riksdagen. År 1695 blev han ålderman i bagareskrået och 1710 ledamot av borgarståndet. Han vann burskap som borgare 1670 kort före sin fars bortgång. Under den karolinska tiden var han en av Stockholms främste borgare. 1671 gifte han sig med Margareta Gerdes, dotter till kyrkoherden i Tyska S:ta Gertruds församling Heinrich Gerdes. Paret fick fjorton barn.
Joachim Kammecker var en skicklig affärsman och satsade framgångsrikt på markförvärv. Tillsammans med sin far ägde han redan en väderkvarn, kallad Kammeckers kvarn samt Tyskbagarbergen där kvarnen var belägen. 1680 köpte han ett större tomtområde nordost om Seved Bååtsgatans slut (dagens Nybrogatan). Här lät han uppföra den Kammeckerska Malmgården som sommarbostad för sig och familjen. På vintern bodde man i det av fadern byggda stenhuset vid Nybrogatan 9. Till egendomen hörde en magnifik barockträdgård som utbredde sig väster om malmgården och  sträckte sig ända fram till nuvarande Engelbrektsgatan. Här fanns alléer och ett tonprydd lusthus. Med tiden blev de Kammeckerska ägorna betydande för att tillhöra en icke adlig person. Området är markerat på Petrus Tillaeus karta från 1733 (”Kameckers Egor”, väderkvarnen ”r” och Kameckers malmgård ”f”).
Joachim Kammecker var, liksom sin far, en vida känd och förmögen man med starka sociala och kyrkliga intressen. Han var även en av initiativtagarna att inrätta ett hem för borgaränkor vilket invigdes 1725 på Ladugårdslandet, ungefär på platsen där varuhuset NK finns idag. 
Efter Kammeckers död kom malmgården ägas genom arv av amiralitetskaptenen Hans Anckarcrantz (1690–1768) som var gift med Kammeckers dotter Elisabeth. Kammeckers vidsträckta ägor var under många år ett icke stadsreglerat område med kvartersbeteckning Kuhlberget mindre. Först på 1880-talet och i samband med Lindhagenplanen skapades dagens kvartersindelning. Malmgårdens byggnader revs 1907 för att göra plats åt Hemgården, Sveriges första kollektivhus, ritat av arkitektkontoret Hagström & Ekman.